# Diglossa plumbea
El pinchaflor plomizo (en Costa Rica), pinchaflor pizarroso (en Panamá) o diglosa pizarra (Diglossa plumbea) es una especie de ave paseriforme de la familia Thraupidae, perteneciente al numeroso género Diglossa. Es nativo del este de América Central.

## Distribución y hábitat
Se distribuye por las tierras altas desde el noroeste de Costa Rica, hasta el centro de Panamá (Coclé). Fue registrada en las adyacencias de Nicaragua, pero de origen incierto.
Esta especie es común en los bosques de montaña, en claros soleados y en las zonas con arbustos de flores, se pueden incluir jardines. En altitudes entre 1200 y 3300 m.

## Sistemática

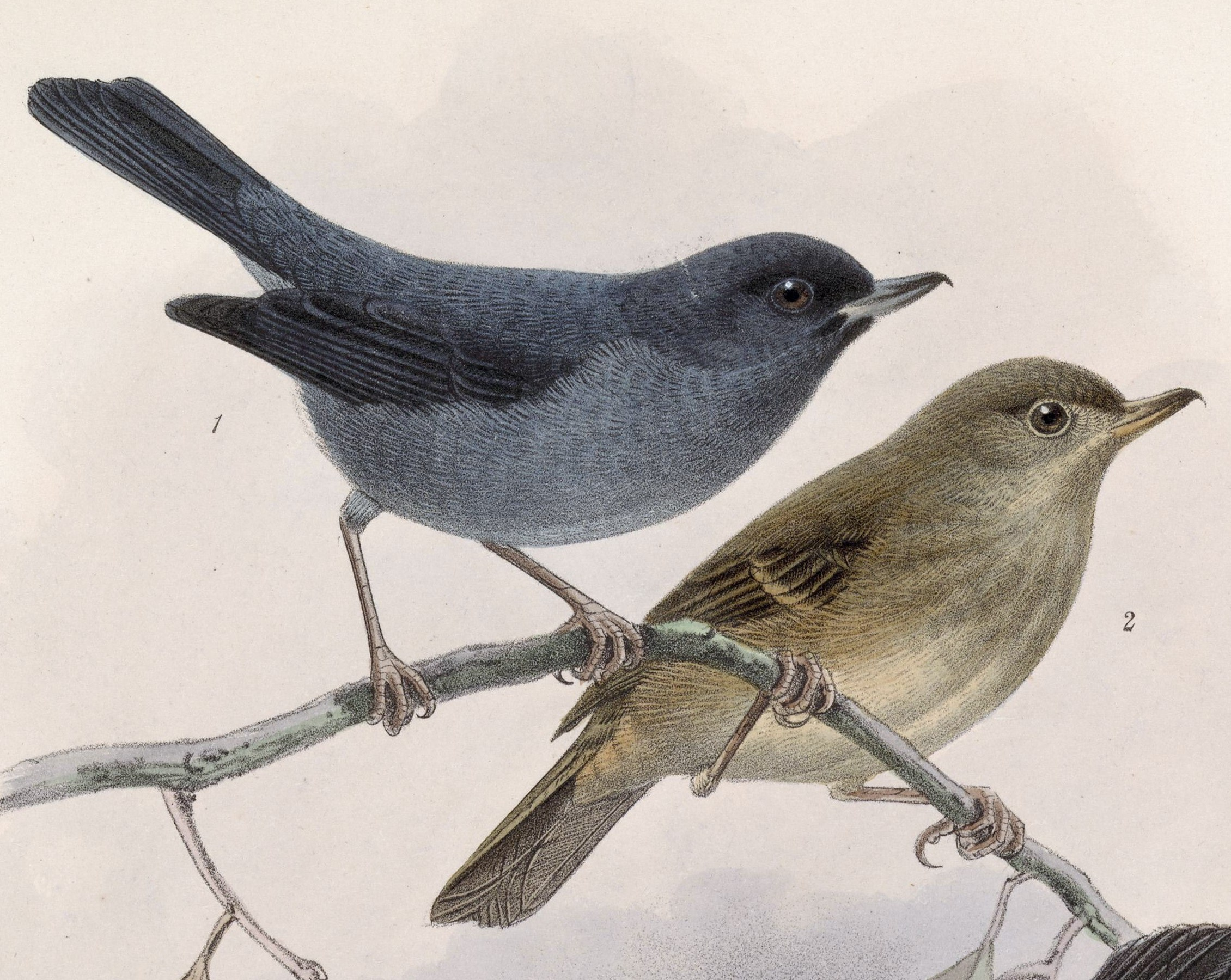
Diglossa plumbea, macho (arriba), hembra (abajo), ilustración de Keulemans en Biologia Centrali-Americana, 1902.

### Descripción original
La especie D. plumbea fue descrita por primera vez por el ornitólogo alemán Jean Cabanis en 1861 bajo el mismo nombre científico; su localidad tipo es: «Costa Rica».

### Etimología
El nombre genérico femenino Diglossa proviene del griego «diglōssos» que significa de lengua doble, que habla dos idiomas; y el nombre de la especie «plumbea» proviene del latín  «plumbeus»: de color de plomo, plomizo.

### Taxonomía
Los amplios estudios filogenéticos recientes demuestran que la presente especie es hermana de Diglossa baritula (las especies ya fueron consideradas conespecíficas), y el par formado por ambas es hermano de Diglossa sittoides.

### Subespecies
Según las clasificaciones del Congreso Ornitológico Internacional (IOC) y Clements Checklist/eBird v.2019 se reconocen dos subespecies, con su correspondiente distribución geográfica:
- Diglossa plumbea plumbea Cabanis, 1861 –  tierras altas de Costa Rica y extremo oeste de Panamá (Chiriquí).
- Diglossa plumbea veraguensis Griscom, 1927 – pendiente del Pacífico del oeste de Panamá (Veraguas)